# Scraptia laticollis
Scraptia laticollis là một loài bọ cánh cứng trong họ Scraptiidae. Loài này được Champion mô tả khoa học năm 1895.